# Darcy Rose Byrnes
Pour les articles homonymes, voir Byrnes.
Darcy Rose Byrnes (née le 4 novembre 1998 de C.J. Byrnes et Cathy D'arcy) est une actrice américaine. Elle est surtout connue pour son rôle d'Abigail "Abby" Abbott Carlton dans les feuilletons télévisés produits par CBS Les Feux de l'amour et Amour, Gloire et Beauté. Elle est aussi assez connue pour son rôle de Penny Scavo dans la saison 7 et 8 de Desperate Housewives. Elle est également apparue dans FBI : Portés disparus, une autre série de CBS. Elle a reçu deux Young Artist Awards pour le rôle d'Abigail Carlton, en 2005 et 2006.

## Filmographie

### Cinéma
- 2012 : La Légende de Korra : Ikki (voix uniquement)
- 2012 : Mille Mots de Brian Robbins

### Télévision
- 2010 : L'Impossible Pardon (Amish Grace) de Gregg Champion (TV) : Rebecca Knepp
- 2009: Earl saison 4 épisode 22: Maddy
- 2010 - 2012 : Desperate Housewives : Penny Scavo
- 2009 : Médium (S05E05) : Phoebe
- 2009 : Private Practice (S02E12) : Gracie
- 2009 : Ghost Whisperer (S04E21) : Drew Stanton
- 2008 : Dr House, saison 5 épisode 17 : Marika Greenwald
- 2008 - 2009 : How I Met Your Mother : Lucy
- 2007 : Une preuve de trop : Hannah McKenzie
- 2007 : Amour, Gloire et Beauté : Abigail "Abby" Abbott Carlton
- 2007 : Cold Case (S04E18) : Abby Bradford (1998)
- 2005 : FBI : Portés disparus (S04E07) : Melissa
- 2003 - 2007 : Les Feux de l'amour : Abigail "Abby" Abbott Carlton
- 2010 : L'Homme aux miracles (Healing Hands) : Dawn
- depuis 2017 : Spirit : Au galop en toute liberté : Maricela (voix)

depuis 2021 : Big Shot (Harper)